# Adoxobotys
Adoxobotys là một chi bướm đêm thuộc họ Crambidae.